# 6234-es mellékút (Magyarország)
A 6234-es számú mellékút egy közel 6 kilométer hosszú mellékút Tolna vármegye északi részén. Tengelic Szőlőhegy településrészét köti össze a térség két legfontosabb útvonalával, az M6-os autópályával és a 6-os főúttal.

## Nyomvonala
A 6233-as útból ágazik ki, annak 8+650-es kilométerszelvénye közelében, Tengelic külterületén. Dél-délkeleti irányban indul és 2,5 kilométer után éri el Tengelic Szőlőhegy településrészét. Települési neve itt Széchenyi István utca; körülbelül 700 méternyi szakaszon halad itt lakott területen. 3,5 kilométer után eléri Dunaszentgyörgy határszélét, mintegy 300 méteren át a két település határvonalát kíséri, majd teljesen ez utóbbi község területére ér. Itt keresztezi – felüljáróval – az M6-os autópálya nyomvonalát, olyan csomóponttal, ahol a le- és felhajtó ágak két körforgalommal csatlakoznak az úthoz.
3,8 kilométer után éri el az első körforgalmat, ebbe északkelet felől csatlakozik a Budapest felől érkező forgalom lehajtó ága és a Pécs felé vezető felhajtó ág (60 553, 60 554), majd 4,4 kilométer után éri el a második körforgalmat, amelybe az ellenkező irány csomóponti ágai (60 556, 60 555) csatlakoznak bele, nyugat felől. Dunaszentgyörgy területét az út ennél jobban nem érinti, a falu lakott területét is messze elkerüli. 5,5 kilométer után Fadd területére lép át. A 6-os főútba torkollva ér véget, annak 123+900-as kilométerszelvényénél, Fadd központjától több kilométerre északnyugatra.
Teljes hossza, az országos közutak térképes nyilvántartását szolgáló kira.gov.hu adatbázisa szerint 5,904 kilométer.